# North Vacherie
North Vacherie es un lugar designado por el censo ubicado en la parroquia de St. James en el estado estadounidense de Luisiana. En el Censo de 2010 tenía una población de 2346 habitantes y una densidad poblacional de 144,12 personas por km².

## Geografía
North Vacherie se encuentra ubicado en las coordenadas 30°0′27″N 90°42′43″O / 30.00750, -90.71194. Según la Oficina del Censo de los Estados Unidos, North Vacherie tiene una superficie total de 16.28 km², de la cual 14.35 km² corresponden a tierra firme y (11.85%) 1.93 km² es agua.

## Demografía
Según el censo de 2010, había 2346 personas residiendo en North Vacherie. La densidad de población era de 144,12 hab./km². De los 2346 habitantes, North Vacherie estaba compuesto por el 24.81% blancos, el 73.61% eran afroamericanos, el 0.09% eran amerindios, el 0% eran asiáticos, el 0% eran isleños del Pacífico, el 1.02% eran de otras razas y el 0.47% pertenecían a dos o más razas. Del total de la población el 2.09% eran hispanos o latinos de cualquier raza.